# Planopilumnidae
De Planopilumnidae is een familie van de superfamilie Pseudozioidea uit de infraorde krabben (Brachyura). 

## Systematiek
Volgende geslachten worden in deze familie onderscheiden:
- Haemocinus Ng, 2003
- Planopilumnus Balss, 1933
- Platychelonion Crosnier & Guinot, 1969
- Rathbunaria Ward, 1933